# Kathrin Pfisterer
Kathrin Pfisterer (* 17. Juli 1982) ist eine frühere deutsche Biathletin.
Pfisterer machte international zum ersten Mal bei den Juniorenweltmeisterschaften 2000 in Hochfilzen mit einem 11. Platz im Sprint und einem 13. Platz der Verfolgung auf sich aufmerksam. Höchst erfolgreich war sie 2002, als sie in der Staffel – gemeinsam mit Jenny Adler und Ute Niziak – sowie im Sprint Juniorenweltmeisterin wurde. Dazu kam eine Bronzemedaille in der Verfolgung. Als Juniorin erzielte sie im Europacup in der Saison 1999/2000 neben einem 3. Platz im Einzel einen Sieg mit der Staffel. Außerdem war sie 2000 deutsche Jugendmeisterin in der Verfolgung.
In den Jahren 2003 und 2004 gelangen ihr zahlreiche Top-Ten-Platzierungen im Europacup, unter anderem in Ridnaun, Méribel, Langdorf und Gurnigel. Podestplätze erreichte sie im Sprint von Ridnaun 2003 als Dritte und 2004 in der Staffel mit Kathrin Hitzer, Anne Preußler und Barbara Ertl beim zweiten Platz in Méribel. Die hohe Leistungsdichte in der deutschen Mannschaft mit maximal sieben Starterinnen je Nation verhinderte ihren Einsatz im Weltcup. Auf nationaler Ebene gewann sie den Sprintwettkampf beim Deutschlandpokal im Februar 2004. Sie gehörte 2004/2005 zur Lehrgangsgruppe I b der Biathlon-Nationalmannschaft, beendete jedoch in derselben Saison ihre Karriere.
Kathrin Pfisterer ist die Cousine von Andreas Birnbacher und startete wie er für den SC Schleching. Sie ist seit dem 30. Juni 2006 mit dem Bobpiloten Karl Angerer verheiratet und Mutter einer Tochter.